# Cacique Maracay

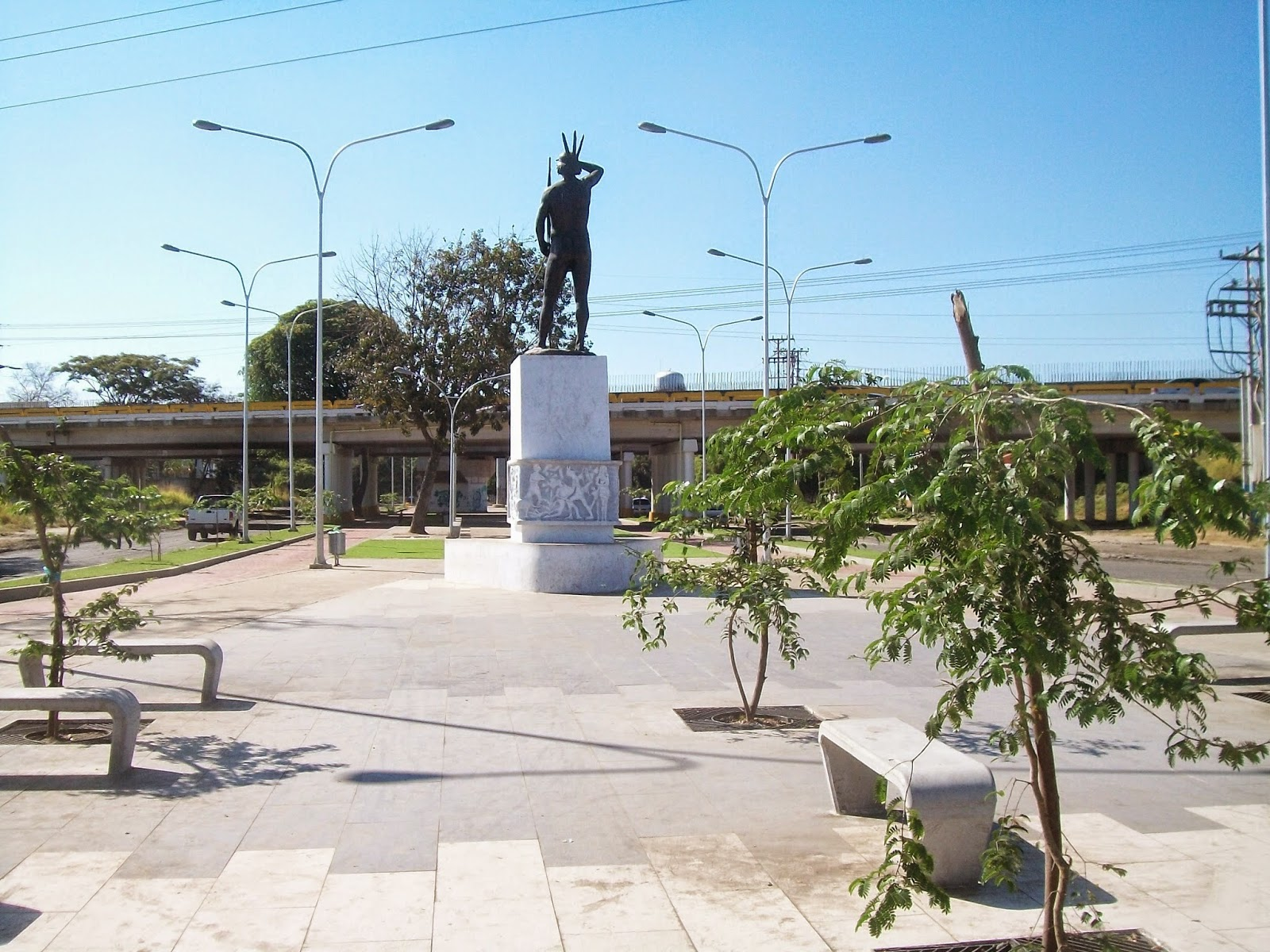
Vista de la plaza El Ancla en Maracay. Al centro, una estatua del cacique Maracay.

El cacique Maracay fue un cacique venezolano del cual no existen documentos o registros históricos que verifiquen o den indicios de que haya existido un Maracay o alguien con ese título. Es relevante para algunos historiadores por haberle otorgado el nombre a la ciudad de Maracay. Según estos, el cacique Maracay tomó su nombre del maracayá, palabra de lengua caribe que designa a un felino que antiguamente habitaba el territorio de la actual Maracay.
Oldman Botello, cronista oficial de la ciudad de Maracay, en su obra Maracay: Noticias del Viejo Valle (1980), señala al villacurano Rafael Bolívar Coronado como «el primero en utilizar a un tal indio Maracayo cuya existencia, por no decir incierta, hasta ahora no ha podido establecerse». (p. 33). Botello informa además sobre una fotografía expuesta en el Museo del Oro en Bogotá, Colombia que registra un llamado túmulo de Maracayo, el cual se encontraría en la zona del Sinú. En otra de sus obras Toponimia Antigua de Maracay (2007), menciona al indio Maracayo como creación literaria de Bolívar Coronado, y hace referencia al Glosario de voces indígenas de Venezuela (1953) de Lisandro Alvarado, para afirmar que «Maracay... Procede del caribe Maracayá, nombre con el cual se conoció al cunaguaro y no al tigre o jaguar (Felis jaguar) como se ha popularizado». (p. 13).

## Versiones

### Augusto Padrón
Según Augusto Padrón, una vez que Guaicaipuro ha extendido sus dominios hacia los valles de Aragua, se encuentra con la resistencia del cacique Marakayá (Maracay). Los dos caciques deciden enfrentarse a un combate cuerpo a cuerpo para determinar al cacique de esas tierras. El hijo de Maracay se ofrece a batirse en duelo en vez de su padre, pero Maracay no lo deja, y se dirige a Guaicaipuro explicándole que no dejará que su hijo tome su lugar ya que cuando su hijo nació, su esposa falleció. Es así como Maracay le pide a Guaicaipuro que si él resulta vencedor, se haga cargo de su hijo. Guaicaipuro ante tal gesto le responde que no se batirán en duelo y que reconoce al hijo de Maracay como su hermano. Ante esto, Maracay reconoce a Guaicaipuro como cacique de Teques y Catuches, así como su aliado.

### Scouts de Aragua
Según la versión de los Scouts de Aragua, Maracay era un cacique de cuerpo hercúleo perteneciente a la tribu de los Araguas. Su nombre sirvió para designar a otra tribu descendiente de la cual era originario. Domino en todo el territorio  conocido  hoy como el estado Aragua con algunas zonas colindantes como el sector perteneciente al cacique Turiamo. Este cacique estuvo aliado en muchas ocasiones con Maracay. Su popularidad comienza cuando logra derrotar las huestes de Juan Rodríguez Suárez. El duelo entre el invasor y el invadido le dio triunfo a Maracay. Rodríguez y su gente tuvieron que retirarse vencidos por el guerrero. Lograron quitarle la vida mientras descansaba, como consecuencia de una traición de uno de sus guerreros.